# Волошкове поле
Волошкове поле — ландшафтний заказник місцевого значення. Оголошений відповідно до Рішення 27-ї сесії Вінницької обласної ради 7-го скликання від 20.12.2017 № 559.
Заказник створено з метою збереження ділянки лучно-степової рослинності з місцем зростання відкасника татарниколистого, занесеного до Червоної книги України та червоного списку МСОП, а також ряду регіонально рідкісних видів флори і фауни. Ділянку виявлено групою наукових співробітників та аспірантів національного природного парку «Кармелюкове Поділля» під час польових досліджень у 2013 році під керівництвом професора Мельника В. І.
Дана територія об'єднує цінні ботанічні та зоологічні ділянки. Серед видів, які зростають на вказаних ділянках, є лікарські, медоносні та раритетні.
Під час спостережень на цьому об'єкті виявлено такі види тварин, як заєць-русак, куниця та ін. Із рідкісних для Вінниччини видів фауни тут зустрічаються борсук, ящірка зелена, фазани та ін.
На схилах лучно-степової ділянки у складі рослинних угруповань відповідно до своєї фітоценотичної природи, відмічено такі види рослин, які занесено до Червоної книги України та Вінниччини: відкасник татарниколистий, два види холодку (Asparagus oficinalis та A. verticulatus), цмин пісковий (Cerasus fruticosa), півники болотні (Iris pseudacorus), оман високий (Inula helenium) та інші.

## Галерея

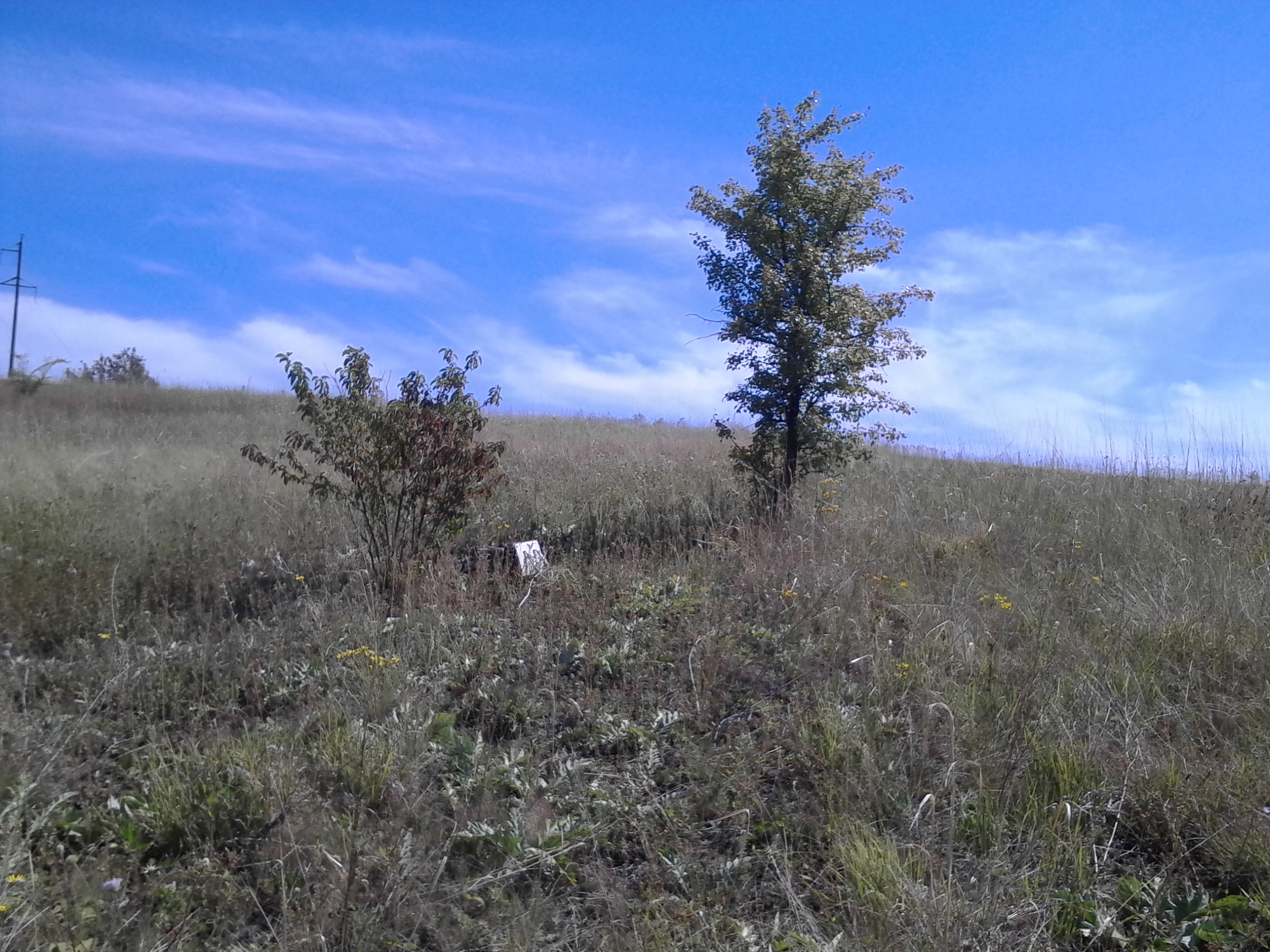
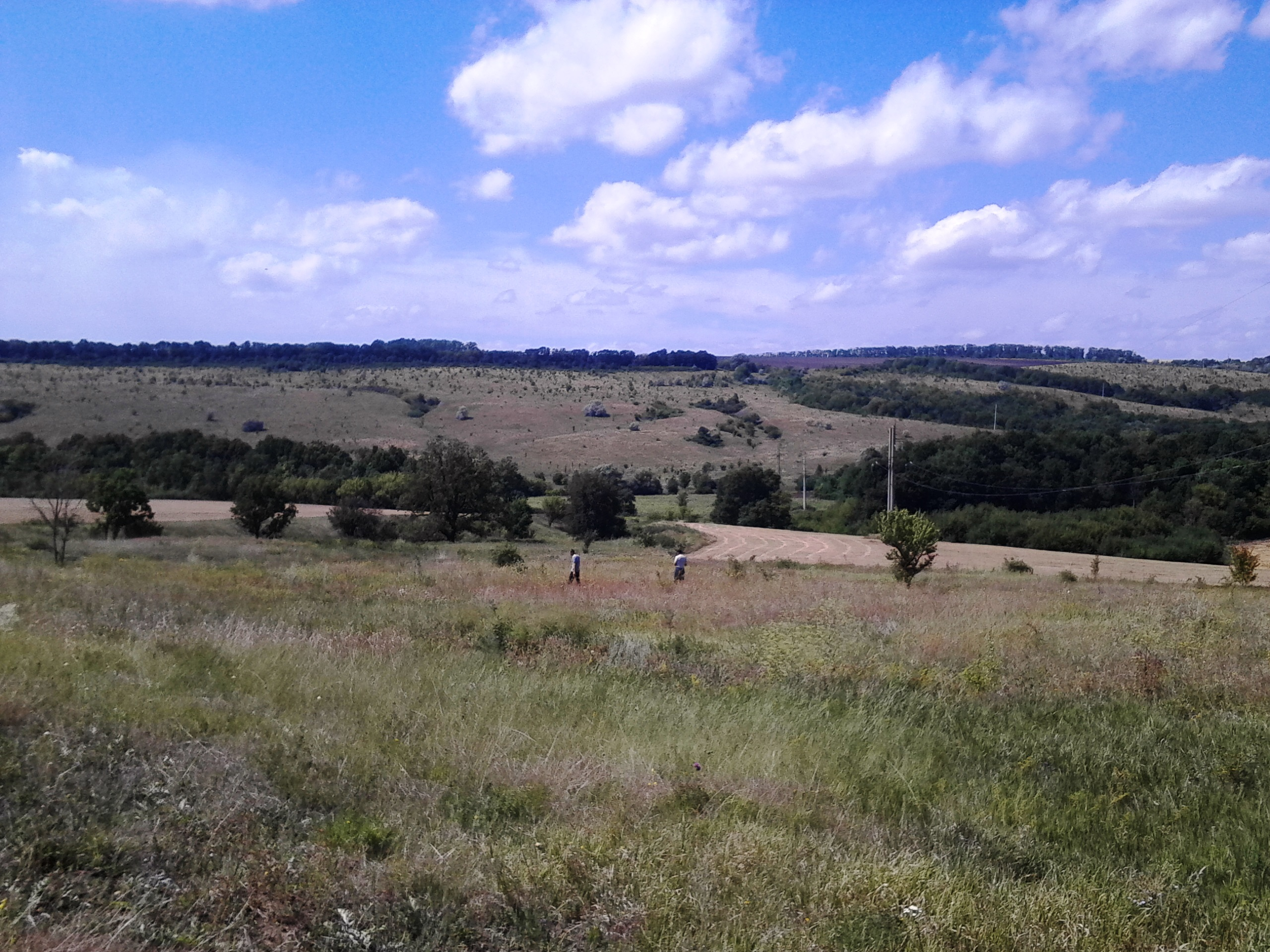
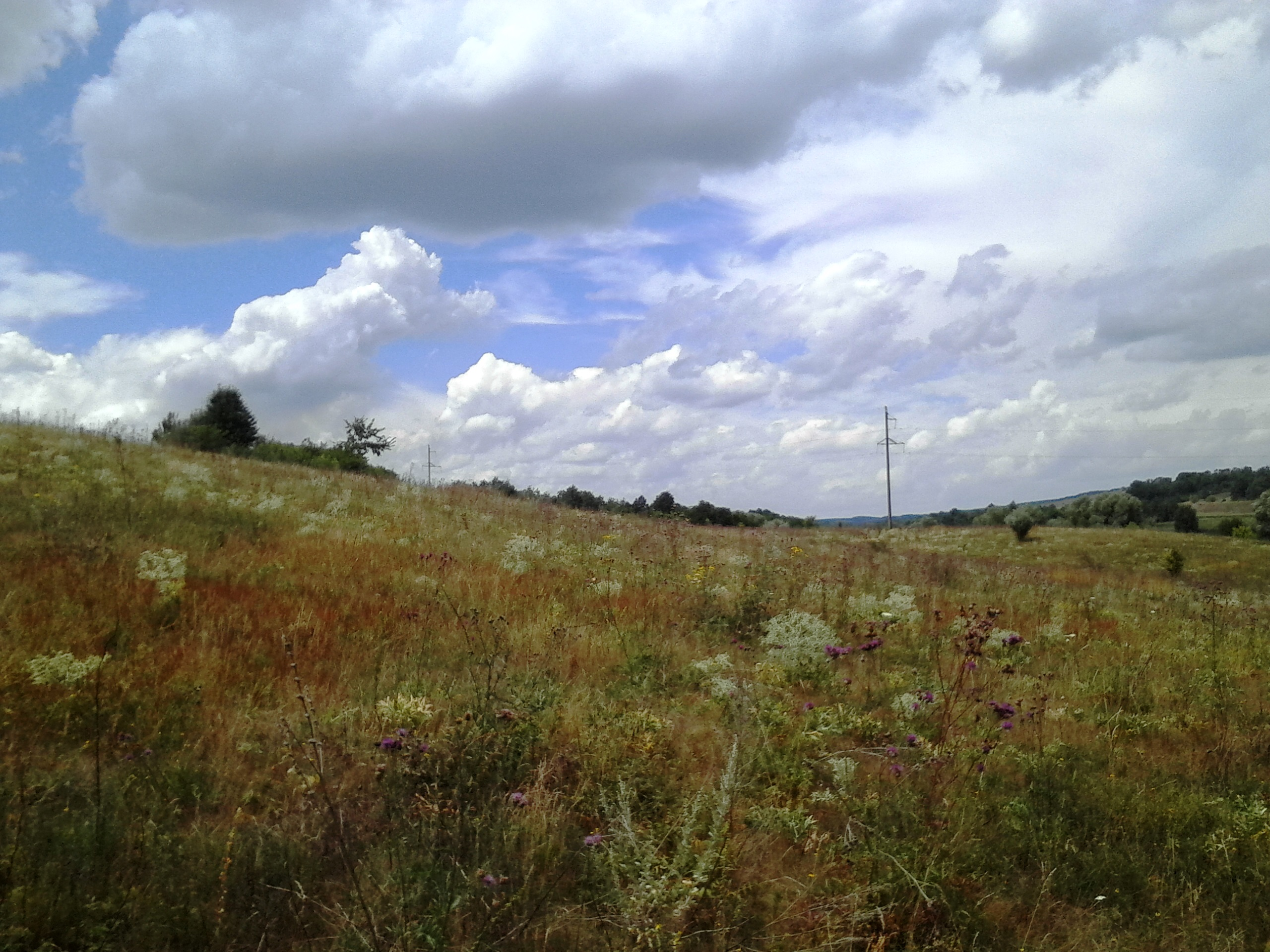
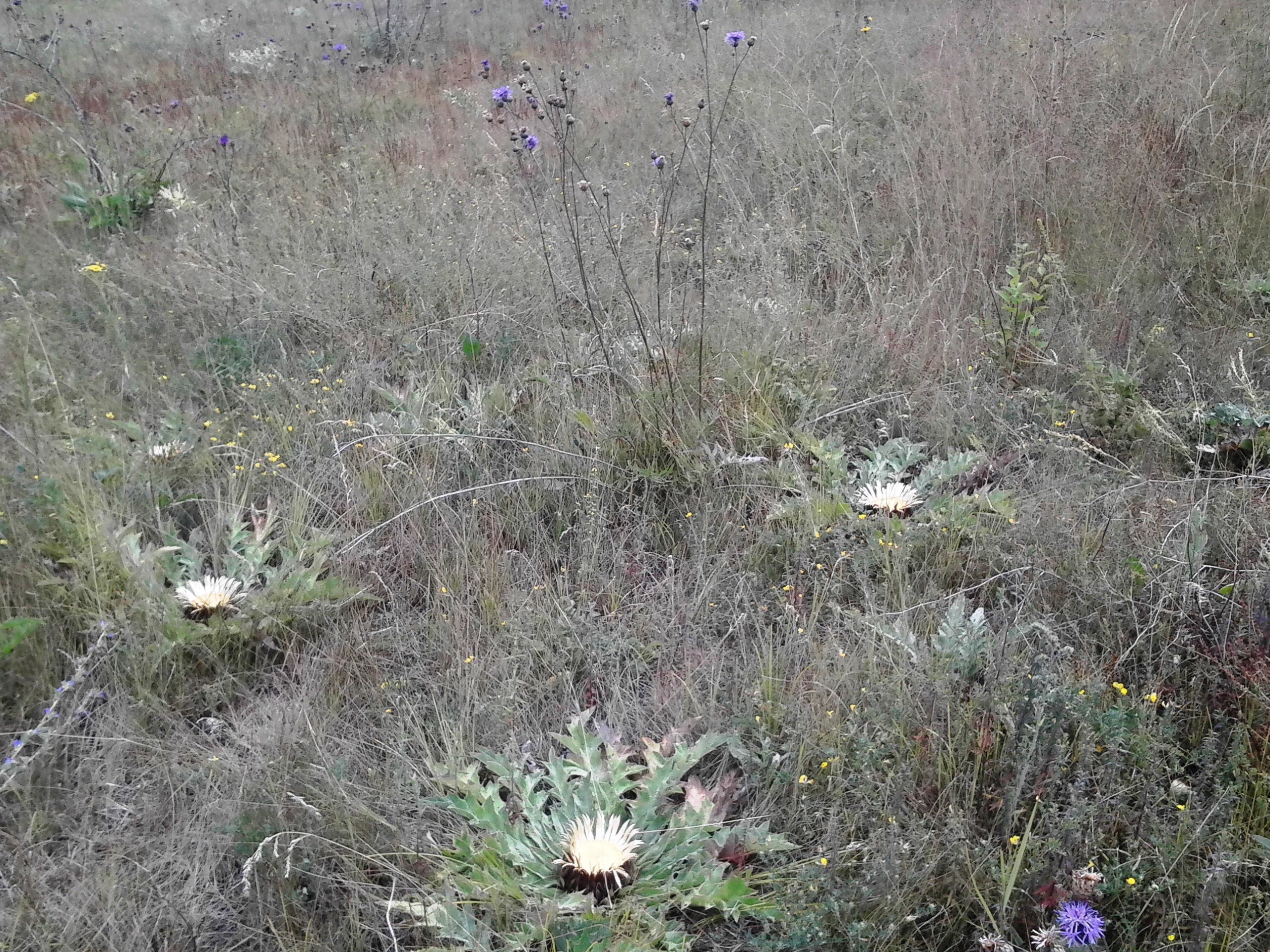